# George Lucas Coser
George Lucas Coser (Tapejara, 20 de febrer de 1984) és un futbolista brasiler, que ocupa la posició de defensa. Posseeix la nacionalitat italiana.
Comença la seua carrera professional al Grêmio Foot-Ball Porto Alegrense, que el cedeix durant un any al Clube Atlético Mineiro. El 2006 signa pel Celta de Vigo, de la primera divisió espanyola. En el seu segon partit, es lesiona greument, perdent-se la resta de la temporada, en la qual els gallecs perdrien la categoria.
El juliol del 2009 retorna al seu país al fitxar pel Santos FC.